# Шевченко Валентина Семенівна
Валенти́на Семе́нівна Шевче́нко (до шлюбу Соляник; 12 березня 1935, Кривий Ріг — 3 лютого 2020, Київ) — компартійна та державна діячка УРСР, за часів незалежності України — громадська діячка. Кандидат педагогічних наук (1972). Член ЦК КПУ в 1976—1990 роках. Член Політичного бюро ЦК КПУ в березні 1985 — червні 1990 року. Голова Президії Верховної Ради УРСР в 1985—1990 роках. Депутатка Верховної Ради УРСР 9—11-го скликань. Депутатка Верховної Ради СРСР 11-го скликання. Народна депутатка СРСР у 1989—1991 роках. Член ЦК КПРС у 1986—1990 роках.

## Життєпис

Могила Валентини Шевченко, Байкове кладовище

Народилась 12 березня 1935 р. у Кривому Розі, Дніпропетровської області в родині шахтаря з українського козацького роду Соляників. Представники роду Соляників у юридичних документах, пов'язаних з цим регіоном, згадуються вже в середині XVIII ст.
З 1954 року — старша піонервожата, вчителька географії Криворізької середньої школи, секретарка Криворізького міського комітету ЛКСМУ Дніпропетровської області.
Член КПРС з 1957 року.
У 1960 році закінчила Київський державний університет імені Тараса Шевченка, географічний факультет.
У 1960—1962 роках — секретарка Дзержинського районного комітету КПУ міста Кривого Рогу.
У 1962—1969 роках — секретарка і завідувачка відділу ЦК ЛКСМ України.
У 1969—1972 роках — заступниця міністра освіти Української РСР.
У 1972—1975 роках — голова Президії Українського товариства дружби і культурного зв'язку із зарубіжними країнами.
У 1975—1985 роках — заступниця Голови Президії Верховної Ради Української РСР..
З 22 листопада 1984 по 27 березня 1985 року — виконувачка обов'язків голови, а з 27 березня 1985 по 4 червня 1990 року — Голова Президії Верховної Ради Української РСР.
У 1986 році, будуши головою Президії Верховної Ради УРСР, підписала наказ про створення двох нових районів — Згурівського у Київській області і Брусилівського у Житомирській, з метою розселення біженців з Чорнобильської зони.
У квітні 1988 року підписала Постанову Президії Верховної Ради УРСР про відмову у помилуванні Івана Гончарука, якого було розстріляно у червні 1989 року за антирадянську військову діяльність у лавах УПА, причому за цими звинуваченнями він вже відбув покарання у 1945—1956 роках в Гулагу і потім до 1975 року в засланні.
За словами журналіста Віталія Портникова, всупереч закону вигнала з зали засідань Верховної Ради УРСР поета Ростислава Братуня, який на той час був депутатом Верховної ради СРСР, за синьо-жовтий значок на лацкані піджака. Ганьбила українську національну символіку на засіданнях Верховної ради СРСР.
З 1991 року — на пенсії в Києві.
З вересня 1997 року — на громадській роботі. Очолювала Національний фонд «Україна — дітям», Всеукраїнський благодійний фонд сприяння розвитку фізичної культури, спорту і туризму.
З 2002 року — голова Конгресу ділових жінок України. У 2005 році написала мемуари під назвою «Мої літа, моє багатство: Спогади, роздуми, відповіді» (видавництво «Просвіта»).
В останні роки життя майже не давала інтерв'ю, мала проблеми зі здоров'ям. Востаннє з'явилась на публіці в інвалідному візку, на громадянській панахиді за поетом Борисом Олійником, у травні 2017 року.
Померла 3 лютого 2020 року. Похована 6 лютого 2020 року на центральній алеї Байкового кладовища поряд із чоловіком (ділянка № 52а).

## Оцінки
На думку Віталія Портникова, Шевченко «була і залишилися функціонером епохи Щербицького — епохи наполегливого знищення всього українського. Останні роки цієї епохи — час, коли вона очолювала Верховну Раду УРСР — був часом, коли керівництво УРСР пручалося будь-яким змінам, що їх розпочав у Радянському Союзі Горбачов. Перебудова в Україні, її національне відродження фактично почалася вже після Щербицького і Шевченко. Поза сумнівом, Валентина Шевченко залишиться в українській історії — але історії колонії, а не держави».
За словами Мирослави Барчук, "Валентина Шевченко — одна з найбільш реакційних і жорстоких керівників радянської України. У неї була репутація залізного чобота щодо діячів культури, акторів, гнобителя усякого вільнодумства і дисидентства. Колись на початку 80-х Валентина Шевченко під час розмови сказала Івану Миколайчуку: «Ви помиляєтесь, якщо думаєте, що ми не бачимо націоналістичних підтекстів „Вавилону XX“ і всього вашого поетичного кіно. Буде відповідальність, запам'ятайте мої слова. Не довго лишилось»…Валентина Шевченко…була одним з decision makers і одним із найвпливовіших «катків» радянського «бульдозера», який зачищав українську культуру".

## Цитати
|                                | Хочу нагадати, у якій країні ми жили, нічого не буду прикрашати і обожнювати, тільки об'єктивність і ще раз об'єктивність. Союз Радянських Соціалістичних Республік був унікальним утворенням у світі. Це тлумачення не моє, це визнання всього світу. Країна за 70 років піднялася до світового рівня, хоча пережила виснажливу Велику Вітчизняну війну, зазначала великих втрат у роки голодомору та сталінських репресій. Більше 150 націй і народностей жили в Радянському Союзі у мирі і дружбі, навчали дітей, розвивали економіку, свою унікальну національну культуру, зберігали традиції, гордилися кращими синами і дочками свого народу. Цього ми не повинні забувати ніде і ніколи. Історія є історія. І нікому не дозволено її плюндрувати і переписувати. |
| — Валентина Шевченко, 2005 рік | |

|                                | До якого «раю» привели народ України за 14 років незалежності наші керманичі, за вказівкою Заходу та США, говорять конкретні факти. Мовчазні цехи на великих заводах і фабриках, розорені села, безробіття, епідемії давно забутих хвороб. Тисячі безпритульних. Голодні старики і бідні вчителі. Смертність перевищує народжуваність. Розгул криміналітету, пияцтва і наркоманії. Духовне здичавіння і моральна деградація. Процвітання хабарництва. І це ще далеко не все. |
| — Валентина Шевченко, 2005 рік | |

## Звання та нагороди
- Орден Жовтневої Революції
- Орден Дружби народів
- Орден княгині Ольги III-го (17.06.1998)[9], ІІ-го (3.03.2005)[10] та І-го ступенів (16.01.2009)[11]
- Орден князя Ярослава Мудрого V-го ступеня (4.03.2010)[12]
- Грамота Президії Верховної Ради Української РСР (25.10.1968)